# ایاکا اینویی
ایاکا اینویی (انگلیسی: Ayaka Inoue؛ زادهٔ ۱۵ ژانویهٔ ۱۹۹۵) بازیکن فوتبال اهل ژاپن است.